# دوریس بلیک
دوریس بلیک (به انگلیسی: Doris Belack) (زاده ۲۶ فوریهٔ ۱۹۲۶-درگذشته ۴ اکتبر ۲۰۱۱) بازیگر آمریکایی است. از فیلم‌هایی که او در آن بازی کرده است، می‌توان به توتسی، هذیان‌گو و در مورد باب چطور؟ اشاره کرد.